# CKRO-FM

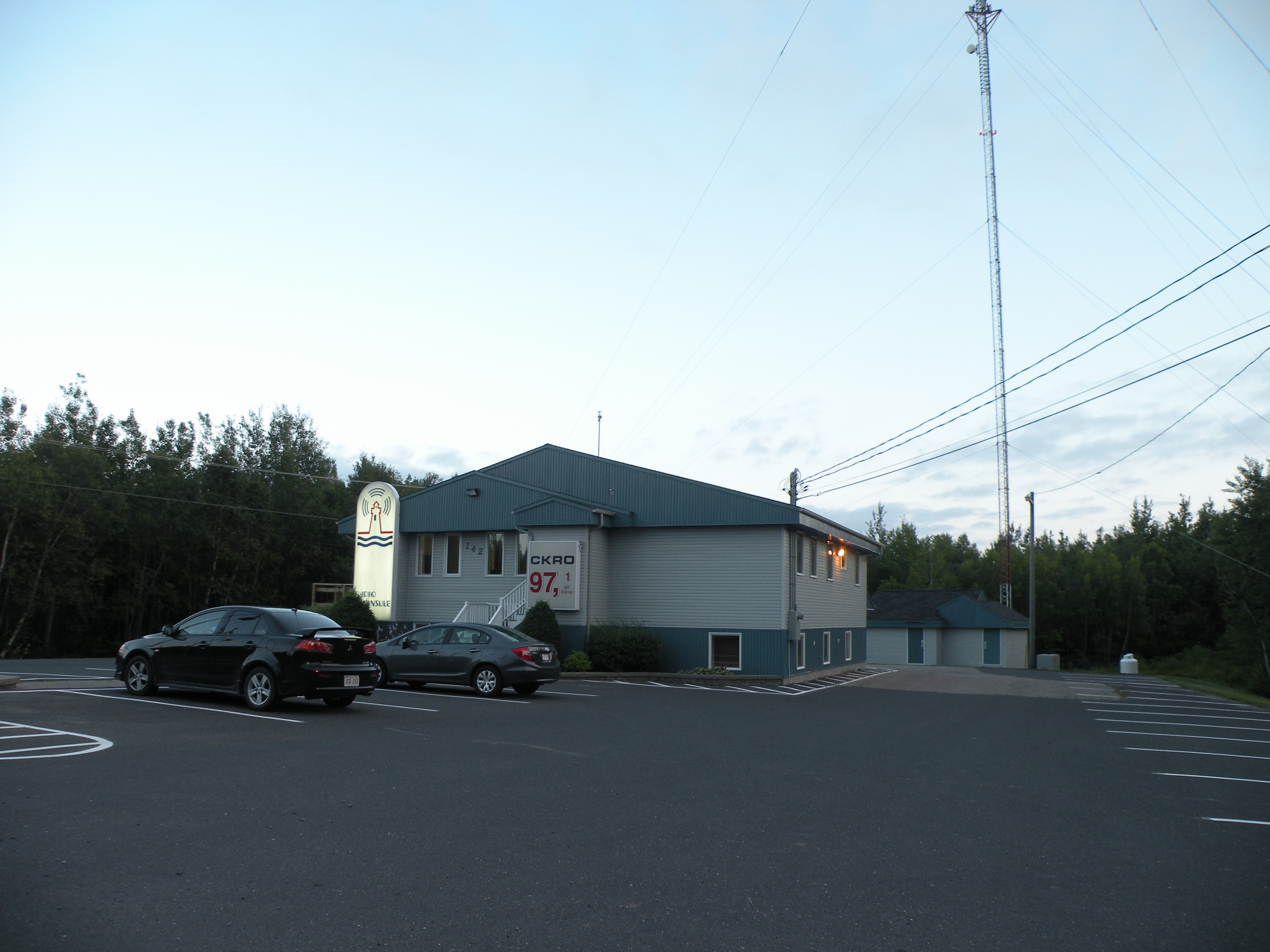
Bâtiment et antenne de CKRO-MF à Pokemouche.

CKRO-FM ou Radio-Péninsule est une station de radio communautaire canadienne. Elle diffuse en français dans la péninsule acadienne à partir de Pokemouche, sur la bande FM à 97,1 MHz,.
CKRO, la première station de radio communautaire francophone à l'extérieur du Québec, ouvre ses portes à Pokemouche le 18 juillet 1988.
CKRO a un auditoire hebdomadaire de 40 000 personnes.
Entre novembre 2014 et janvier 2015, Les Niaiseries acadiennes ont produit des capsules humoristiques présentées sur les ondes de CKRO-FM.